# Jochen Streb
Jochen Streb (* 1966 in Weinheim) ist ein deutscher Wirtschaftshistoriker.

## Leben
Nach dem Abitur am Gymnasium Hemsbach 1985 wurde er Diplom-Volkswirt mit  Schwerpunkt  Wirtschafts- und Sozialgeschichte an der Universität Heidelberg (1990) und Dr. rer. pol. der Wirtschaftswissenschaftlichen Fakultät der Universität Heidelberg (1996). Nach der Habilitation an der Wirtschaftswissenschaftlichen Fakultät der Universität Heidelberg (2002) (Venia legendi für Volkswirtschaftslehre und Wirtschaftsgeschichte) war er Professor für Wirtschafts- und Sozialgeschichte mit Agrargeschichte an der Universität Hohenheim (2003–2011). Seit 2011 ist er Professor für Wirtschaftsgeschichte an der Universität Mannheim.
Seine Forschungsschwerpunkte sind historische Innovationsforschung, Geschichte des deutschen Sozialversicherungssystems, Regulierung von Versorgungsunternehmen in langfristiger Perspektive und Industriepolitik und staatliche Beschaffung im Dritten Reich.

## Schriften (Auswahl)
- Eine Analyse der Ziele, Instrumente und Verteilungswirkungen der Agrareinkommenspolitik in der Bundesrepublik Deutschland, 1950 bis 1989. Bergen an der Dumme 1996, ISBN 3-86037-055-3.
- Staatliche Technologiepolitik und branchenübergreifender Wissenstransfer. Über die Ursachen der internationalen Innovationserfolge der deutschen Kunststoffindustrie im 20. Jahrhundert. Berlin 2003, ISBN 3-05-003873-X.
- mit Mark Spoerer: Neue deutsche Wirtschaftsgeschichte des 20. Jahrhunderts. München 2013, ISBN 978-3-486-58392-2.
- Trumpf. Geschichte eines Familienunternehmens. München 2018, ISBN 3-446-26092-7.